# 寧埔溪
寧埔溪，原名三間屋溪，位於台灣東部之縣市管河川，幹流長度4.00公里，流域面積4.90平方公里，分佈於台東縣長濱鄉。主流發源於長濱鄉寧埔村安通越山南側，先向南南東後轉東南流，經光榮（僅那鹿角）、寧埔，於寧埔東北側注入太平洋。